# Парк Риния
Парк Риния (алб. Parku Rinia) — центральный парк города Тираны, Албания. Был построен в 1950 году, площадь парка 29.87 гектаров (73.7 акров).

## Расположение
Парк находится в 500 метрах (1600 футах) от центральной площади, граничит с Дешморет-э-Комбит-Булевард на востоке, с Булеварди-Джерджи-Фишта и Байрам-Цурри-Булевард на юге, с Ибрагима Руговы на западе и с Муслим-Шури на севере.

## История парка

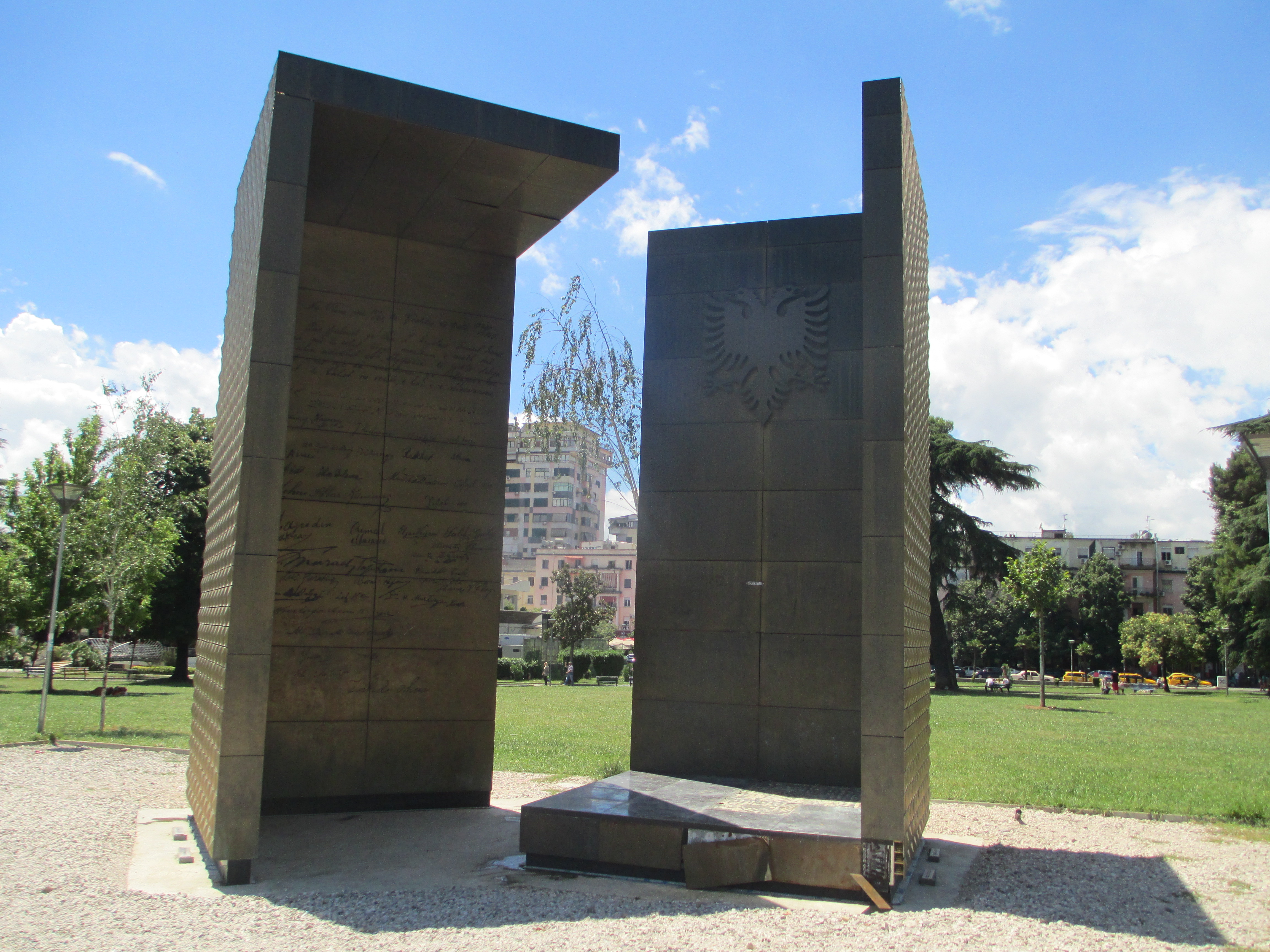
Памятник 100-летию независимости Албании в парке.

Парк был построен в 1950 году, как часть программы мэра по восстановлению города после Второй мировой войны. Был задуман, как приятный семейный парк, куда жители Тираны могли водить своих детей.
В 1991 году, после распада СССР и окончания коммунистической эры в стране, на территории парка появилось множество незаконных сооружений. В основном это были киоски, бары и рестораны. Тогда парк стал печально известен, как место отдыха для преступных авторитетов. Во время реконструкции и перестройки Тираны, в 2000 году, большая часть этих строений была снесена, а парк был перепланирован. Было снесено около 130 построек и очищена зона площадью около 45 000 квадратных метров.

## Тайвани

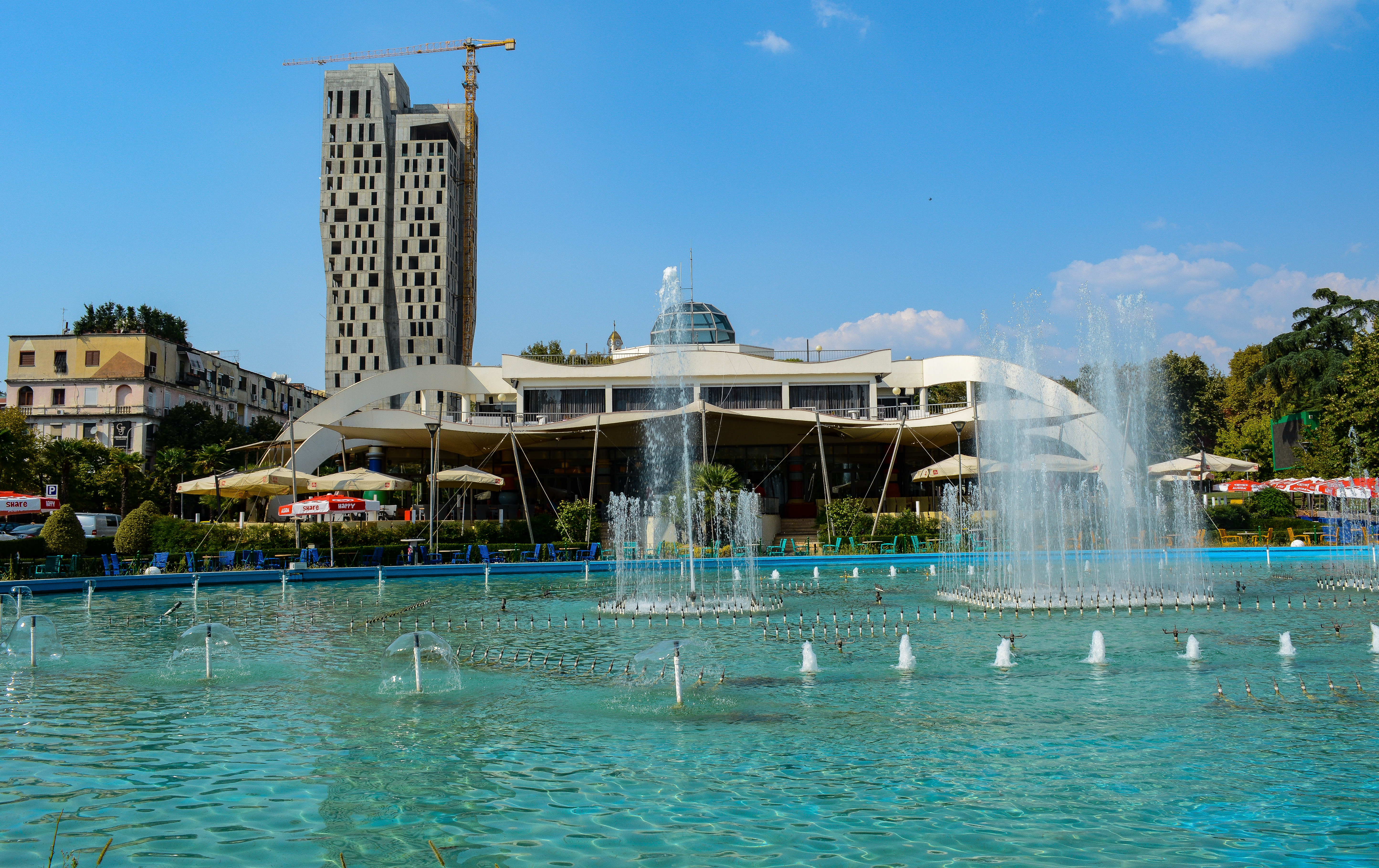

Главная достопримечательность парка это строение на западной окраине, в котором располагаются кафе, рестораны и дорожки для боулинга в подвале, и который, в силу своей своеобразной архитектуры, похож на типичное злодейское логово. Название данного строения Тайвани или Тайван.